# Rucervus
Genre
Synonymes
- Panolia[2].

- Procervus[2]
- Thaocervus[2]

Le genre Rucervus est une lignée ancienne de cervidés qui, avec le genre Axis, représente la plus ancienne radiation évolutive de la sous-famille Cervinae.
Selon Mammal species of the world, l'espèce type est Cervus elaphoides Hodgson, 1835 (= Cervus duvaucelii G. Cuvier, 1823).

## Synonymes
- Thaocervus
- Procervus
- Panolia[2].

## Genre, sous-genre, espèces ou autreCervus
Le genre comporte trois espèces :
- genre Rucervus
  - Rucervus duvaucelii - Cerf des marais ou Barasingha ou Cerf de Duvaucel, dont trois sous-espèces[2] :
    - Rucervus (duvaucelii) duvaucelii
    - Rucervus (duvaucelii) branderi
    - Rucervus (duvaucelii) ranjitsinhi

  - Rucervus eldii - Cerf d'Eld ou Thamin, dont trois sous-espèces[2] :
    - Rucervus (eldii) eldii
    - Rucervus (eldii) siamensis
    - Rucervus (eldii) thamin

  - Rucervus schomburgki - Cerf de Schomburgk †[2]

Ce taxon est quelquefois considéré comme un sous-genre de Cervus, ce qui donne :
- genre Cervus
  - sous-genre Rucervus
    - Cervus (Rucervus) duvaucelii - Cerf des marais ou Barasingha ou Cerf de Duvaucel
    - Cervus (Rucervus) eldii - Cerf d'Eld ou Thamin
    - Cervus (Rucervus) schomburgki - Cerf de Schomburgk †

Mais certains auteurs ne le reconnaissent pas du tout :
- genre Cervus
  - Cervus duvaucelii - Cerf des marais ou Barasingha ou Cerf de Duvaucel
  - Cervus eldii - Cerf d'Eld ou Thamin
  - Cervus schomburgki - Cerf de Schomburgk †

## Espèces disparues
- Rucervus ardei (Croizet & Jobert, 1828) (Pliocène, France)
- Rucervus colberti (Azzaroli, 1954) (Tertiaire, Siwalik)
- Rucervus gigans Croitor, 2018 (Pléistocène inférieur, Grèce)
- Rucervus giulii (Kahlke, 1997) (Pléistocène inférieur, Allemagne)
- Rucervus radulescui Croitor, 2018 (Pléistocène inférieur, Roumanie)
- Rucervus schomburgki Blyth 1863 - Cerf de Schomburgk (disparu en 1938 ?)
- Rucervus simplicidens (Lydekker, 1876) (Tertiaire, Siwalik)
- Rucervus verestchagini (David, 1992) (Pléistocène inférieur, Moldavie)